# Bezujno
Bezujno är ett samhälle i Bosnien och Hercegovina.   Det ligger i entiteten Republika Srpska, i den sydöstra delen av landet, 60 kilometer sydost om huvudstaden Sarajevo. Bezujno ligger 768 meter över havet och antalet invånare är 138.
Terrängen runt Bezujno är kuperad. Närmaste större samhälle är Goražde, 10,6 kilometer norr om Bezujno. 
I omgivningarna runt Bezujno växer i huvudsak lövfällande lövskog. Runt Bezujno är det ganska tätbefolkat, med 67 invånare per kvadratkilometer.